# 星間飛行
- ランカ・リー＝中島愛 > 星間飛行
- マクロスシリーズ > マクロスF > マクロスFのディスコグラフィ > 星間飛行

「星間飛行」（せいかんひこう）は、ランカ・リー＝中島愛の1作目のシングル。2008年6月25日にFlyingDogから発売された。

## 解説
MBS・TBS系テレビアニメ『マクロスF』の挿入歌。作中ではヒロインのひとりであるアイドル歌手、ランカ・リーの曲として使用されている。ランカ役の声優である中島愛にとっては、これがデビューシングルとなる。ランカのテレビアニメでのデビュー曲は第9話でティッシュ配りのキャンペーンを行う際に用いられる「ねこ日記」であるが、小説版では本曲がデビュー作となっている。
2010年11月24日に発売されたクリスマスソングアルバム『cosmic cuune』には、『マクロスF』のもうひとりのヒロイン・歌姫であるシェリル・ノーム starring May'nとのデュエットによるアレンジ版「星間イヴ（星間飛行 christmas ver.）」が収録されている。『劇場版 マクロスF 恋離飛翼 〜サヨナラノツバサ〜』ではライブバージョンの「星間飛行（LIVE in アルカトラズ）」が使用されており、2011年3月9日発売のアルバム『劇場版マクロスF サヨナラノツバサ netabare album the end of "triangle"』に収録されている。劇中ではシェリルがともに歌う場面もある。

### 制作
作曲の菅野よう子はランカの歌手デビューについて、普通の女の子がプロの作家たちの手によって変身する「作られた感じ」を出したいと考え、松田聖子らアイドル歌手の作詞を多数手がけた松本隆に依頼した。そして、「星間飛行」の歌詞を観た瞬間、良い意味で「これぞ、プロの歌詞だ！」と思ったという。松本自身はリン・ミンメイ役の飯島真理が歌手デビューした当時に歌詞を提供したこともあり、「初代の頃からマクロスはやりたいと思っていた」と語っている。
松本は「銀河一のアイドルのデビュー曲」という依頼に対し、1対1の男女だけではなく、異星人（ゼントラーディ）や宇宙生命体（バジュラ）にも愛されるような普遍的な愛を歌う歌詞にしようと判断した。「水面（『マクロス ゼロ』）」「風（『マクロスプラス』）」といった歴代「マクロスシリーズ」作品へのオマージュを織り込みながら、身近なイメージから徐々に宇宙的な広がりを見せるようなラブソングを作詞した。菅野は「この曲のおかげで、初めて本気で音楽の力で戦争って止められるかもしれないと思ったんです」と述べている。
「星間飛行」というタイトルはサン＝テグジュペリの小説『夜間飛行』をもじったものである。

### 振り付け
振り付けはPaniCrewのYOHEY（佐々木洋平）が担当した。この振り付けをもとに、本放送当時の『マクロスF』公式サイトではデフォルメされたキャラクターが踊るFlashアニメの振り付けムービーが公開されていた。
CD発売週の週末に放送されたテレビアニメ第12話「ファステスト・デリバリー」では、ランカが早乙女アルトらの窮地を救うため惑星ガリア4に駆けつけ、ゼントラーディ駐留部隊の暴動を歌で鎮めるシーンで「星間飛行」を歌う。その際に披露された振り付けはインターネットを中心に話題となった。とくにサビ直前のフレーズとアイドル的な決めポーズが反響を呼び、他のキャラクターに置き換えた動画投稿も盛んに行われた。
当初、このフレーズはメロディに組み込まれており、音程が低く目立たなかったが、菅野の判断によってレコーディング現場で台詞っぽく高く発声するかたちにアレンジされた。菅野は「曲とはまったく違うところから、ぽたって落ちてきたようなものが欲しい」「コンビニとかで流れていて、耳に残るような存在感にしたい」という理由からこのフレーズだけを別録りし、あえて不自然に耳を惹くよう、数テイク録った中から「一番ひどいもの」を選んだという。また、菅野はフレーズに星印を足すアイデアも出した。
松本はかつて自身が作詞した「赤道小町ドキッ」（山下久美子）、「誘惑光線・クラッ!」（早見優）と同じ語感で、タイトルを「星間飛行、キラッ!」にしようか迷ったという。
右手の親指・人差し指・小指を立てる決めポーズは国際手話の「愛している」のサイン（小指が"I"、親指と人差し指が"L"、人差し指と小指が"Y"で「I Love You」）と同じである。

### アニメ本編への影響
『マクロスF』の制作スタッフは菅野の提出したデモ音源に衝撃を受け、「星間飛行」が引き立つようシナリオや演出を変更した。振り付けや画面上に星が飛ぶエフェクトのタイミングまで試行錯誤を重ねており、総監督の河森正治は「これを聴かせるためだけに第12話が作られていると言ってもウソじゃありません（笑）」とコメントしている。また、反響には「主題歌じゃないんですか」という声もあったため、第17話のみ特別に「星間飛行」バージョンのオープニング映像を制作した。河森の思いつきで放送2週間前に決まったため、歌手の中島自身が放送を見て驚いたという。

### 松本隆とのつながり
1980年代アイドルのレコード収集を趣味としていた中島にとって、作詞家松本隆は雲の上の存在であった。ある日、レコーディングスタジオで菅野からふいに「来年、あなたのシングルが出るんだけど、デビュー曲は松本先生に詞をおねがいしたのよ。1時間後ここにいらしゃるから」と言われ、状況が理解できなかったという。初対面の松本からは「長く歌い続けられる曲を作りますからね」という言葉をもらった。また、仮歌を入れるときには「赤って書いてあったら、赤って歌うんだ。青って書いてあったら、青って歌うんだ。聖子さんはそれが凄く上手かった」とアドバイスされ、「歌詞に書いてある文字を寸分違わず声で表現する」という教えが一生のテーマになったという。
数多くの流行歌を世に出してきた松本隆の50年におよぶ作詞活動の中で、「星間飛行」は2000年代のトピックのひとつに挙げられている。松本のヒット曲を集めた企画アルバム『新・風街図鑑』や『風街であひませう』に「星間飛行」が収録され、松本の47周年記念コンサート「風街ガーデンであひませう2017」や50周年記念コンサート「風街オデッセイ2021」の出演メンバーに中島が選ばれ、松本ファンの前で「星間飛行」を披露した。また、松本関連のテレビ番組に中島がゲストやナレーションとして参加するなど、リリースから時を経ても作詞家と歌い手の絆が続いている。
松本にとって節目となる『松本隆 作詞活動50周年記念オフィシャル・プロジェクト 風街オデッセイ2021』が、2021年11月5日・6日、日本武道館で開催された。中島は6日・《第二夜》に出演し、音楽監督の井上鑑が編成したバックバンドの演奏で『星間飛行』を披露した。

## 評価・反響
2019年5月にNHK BSプレミアムで放送された『発表!全マクロス大投票』では、視聴者投票の結果、歌部門5位に選ばれた。『マクロスF』関連の曲では「ライオン」（2位）に次ぐ順位であった。
2019年3月1日には、ソニー・ミュージックエンタテインメントのアニメソング人気投票キャンペーン「平成アニソン大賞」においてキャラクターソング賞（2000年 - 2009年）に選出された。
2021年2月28日放送の『関ジャム 完全燃SHOW ゴールデンSP直前！プロ各自のベスト30曲を先行公開』において、作曲家の岩崎太整は2000年から2020年までに発表されたJ-POPベスト30の第23位としてこの曲を挙げた。岩崎はこの曲について「曲にまつわる全ての文脈を理解した超一流の楽曲」などと評しており、またこの曲はディープ・パープルの「スモーク・オン・ザ・ウォーター」をサンプリングしたものだと分析した。
「星間飛行」は、のちにNHK総合で2010年3月29日から放送された『あさイチ』のタイトルジングルとして開始当初、一時的に採用された。
芥見下々作の漫画『呪術廻戦』に登場する星綺羅羅（ほし きらら）が使う術式名は「星間飛行（ラヴランデヴー）」という。この話数が『週刊少年ジャンプ』に掲載された際、「星間飛行」「マクロスF」がTwitterトレンド入りした。
2025年6月24日に放送されたNHK総合テレビジョンの『うたコン』では、2025年日本国際博覧会で河森がプロデュースするパビリオン「いのちめぐる冒険」における「超時空シアター」の主題歌で、菅野が手がけ中島が歌う「499秒」を「星間飛行」とのメドレーで披露した。「499秒」と、中島と菅野のふたりでの「星間飛行」をテレビで披露するのはこれが最初である。

## 収録曲
1. 星間飛行 [3:51]
  - 作詞 - 松本隆 / 作曲・編曲 - 菅野よう子
2. ねこ日記 [4:18]
  - 作詞 - 一倉宏 / 作曲・編曲 - 菅野よう子
3. 愛・おぼえていますか -デカルチャーエディションsize- [2:38]
  - 作詞 - 安井かずみ / 作曲 - 加藤和彦 / 編曲 - 菅野よう子
4. 私の彼はパイロット -MISS MACROSS 2059- [1:53]
  - 作詞 - 阿佐茜 / 作曲 - 羽田健太郎 / 編曲 - 保刈久明、菅野よう子
5. 星間飛行 -without Ranka-
6. 愛・おぼえていますか -デカルチャーエディションsize without Ranka-

## 演奏
- ランカ・リー＝中島愛：Vocal, Backing Vocals
- 菅野よう子：Piano, Keyboards
- 佐野康夫：Drums
- バカボン鈴木、渡辺等：Bass
- 今堀恒雄：Guitar
- 三沢またろう：Percussion
- 篠崎正嗣ストリングス：Strings
- 浦田恵司、坂元俊介：Synthesizer Manipulating
- 保刈久明：Guitars, Programming （#4）

## 収録アルバム
- 『マクロスF（フロンティア）O.S.T.2 娘トラ☆』（#8）
- 『マクロスF（フロンティア）VOCAL COLLECTION 娘たま♀』（#10）
- 『新・風街図鑑』（DISC1 #12）
- 『8pieces of love』（#1）
- 『FULL OF LOVE!!』（#2）
- 『マクロスF オールタイムベストアルバム「娘々グレイテスト☆ヒッツ！」』（DISC-2 #1）

## カバー
| アーティスト           | 編曲者         | リリース日     | 収録CD                                                                                           |
| ---------------------- | -------------- | -------------- | ------------------------------------------------------------------------------------------------ |
| MAKI                   |                | 2008年08月20日 | アルバム『EXIT TRANCE PRESENTS ウマウマできるトランスを作ってみた2 〜作者は病気シリーズ〜』      |
| MAKI                   |                | 2008年10月15日 | アルバム『EXIT TRANCE PRESENTS パギャル!トランス produced by 浜田ブリトニー』                    |
| （インスト）           |                | 2008年10月29日 | アルバム『オルゴールRecollectセレクション J-POP SUPER BEST 6』                                   |
| MAKI                   |                | 2008年12月17日 | アルバム『EXIT TRANCE×痛G PRESENTS 痛車トランス』                                                |
| MAKI                   |                | 2009年07月15日 | アルバム『EXIT TRANCE PRESENTS ウマウマできるトランスを作ってみた COMPLETE BEST』                |
| ラスマス・フェイバー   |                | 2009年11月25日 | アルバム『プラチナ・ジャズ 〜アニメ・スタンダード Vol.1〜』                                      |
| Hina Miyake / 三宅妃那 |                | 2010年01月27日 | アルバム『DENPA!!!－電刃見本市－』                                                               |
| B.U.S feat.MAKI        |                | 2010年03月03日 | アルバム『あにめはうす☆ひっとぱれーど!』                                                         |
| 中川翔子               | 平田祥一郎     | 2010年03月10日 | アルバム『しょこたん☆かばー3 〜アニソンは人類をつなぐ〜』                                        |
| 菊地真（CV:平田宏美）  |                | 2010年12月01日 | アルバム『THE IDOLM@STER MASTER ARTIST 2 -FIRST SEASON- 04 菊地真』                              |
| marble                 | 菊地達也       | 2011年07月27日 | アルバム『うた種』                                                                               |
| 岩男潤子               |                | 2013年01月23日 | アルバム『Anison A to Z』                                                                        |
| i☆Ris                  | 永井ルイ       | 2013年04月03日 | アルバム『カバ☆リス』                                                                            |
| かせきさいだぁ         | かせきさいだぁ | 2013年08月07日 | アルバム『かせきさいだぁのアニソング！！バケイション！』                                         |
| Trefle                 |                | 2013年10月23日 | アルバム『アニソン神曲+チェンクロ』                                                              |
| クラムボン             |                | 2015年06月24日 | アルバム『風街であひませう』 ※アニメソング関連としてではなく、作詞した松本隆関連の企画盤に収録。 |
| フレイアΔ鈴木みのり    |                | 2017年01月25日 | アルバム『ワルキューレがとまらない』                                                             |
| 堀江美都子             | 武部聡志       | 2020年02月12日 | アルバム『One voice』                                                                            |